# Les Bois
Les Bois é uma comuna da Suíça, situada no distrito de Franches-Montagnes, no cantão de Jura. Tem 24,7 km² de área e sua população em 2018 foi estimada em 1.241 habitantes.